# Achterland
Achterland est un ballet de danse contemporaine de la chorégraphe belge Anne Teresa De Keersmaeker, créé en 1990 pour huit danseurs de la compagnie Rosas.

## Historique
Achterland marque dans le parcours de création d'Anne Teresa De Keersmaeker l'apport de deux changements importants pour la chorégraphe belge : très attachée à la musique classique, cette pièce est la première qui inclut des musiciens jouant sur scène ; d'autre part c'est la première fois qu'elle écrit pour des danseurs masculins, toutes ses créations précédentes, depuis 1981, ayant été composées pour des femmes, et modelées, au fond, sur elle-même.
En 2011, cette pièce est, avec d'autres (Rosas danst Rosas et Fase), au cœur d'une controverse de plagiat de la part de la chanteuse Beyoncé pour son clip Countdown dont les chorégraphies et la scénographie s'inspirent très largement des œuvres d'Anne Teresa De Keersmaeker.
Entrée au répertoire de la compagnie Rosas, la pièce est reprise en tournée mondiale en 2018,.

## Fiche technique
- Chorégraphie : Anne Teresa De Keersmaeker
- Mise en scène : Jean-Luc Ducourt
- Danseurs à la création : Nordine Benchorf, Bruce Campbell, Vincent Dunoyer, Fumiyo Ikeda, Marion Lévy, Nathalie Million, Carlotta Sagna et Johanne Saunier[2] ; en alternance à partir de 1992 avec Muriel Hérault et Cynthia Loemij[5]
- Musiques : Huit études pour piano (Désordre, Cordes à vide, Touches bloquées, Fanfares, Arc-en-ciel, Automne à Varsovie, Galamb Borong et Fém) de György Ligeti et Sonates nos 2, 3 et 4 pour violon seul d'Eugène Ysaÿe
- Musiciens à la création : Irvine Arditti (violon) et Rolf Hind (piano) ; en alternance à partir de 1992 Laurent Korcia (violon)[5]
- Scénographie : Herman Sorgeloos et Anne Teresa De Keersmaeker (décors), Jean-Luc Ducourt (lumières)
- Costumes : Ann Weckx et Compagnie Rosas
- Production : Compagnie Rosas
- Coproduction : Théâtre de la Ville et Théâtre de Rotterdam (en collaboration avec La Monnaie et le Kaaitheater)[5]
- Première : 27 novembre 1990 au théâtre de La Monnaie à Bruxelles
- Représentations : 82 (de novembre 1990 à mars 1994[6])
- Durée : 90 min (version filmée 68 min[6])